# Bevölkerung der iberischen Kolonien in Südamerika am Ende der Kolonialzeit
Die Kenntnis der Bevölkerung der iberischen Kolonien in Südamerika am Ende der Kolonialzeit ist ein wichtiger Baustein, um die Epoche der Unabhängigkeit schärfer zu fassen.
Zum besseren Verständnis der Entwicklung von Territorien und Populationen in Südamerika Ende des 18. und zu Beginn des 19. Jahrhunderts werden nachfolgend Änderungen im Grenzverlauf und Volkszählungen in den spanischen und portugiesischen Kolonien sowie den aus dem Unabhängigkeitsprozess hervorgegangenen Republiken und dem ab 1822 höchstens nominell emanzipierten Kaiserreich Brasilien skizziert. Zu Kolonialzeiten war es zumindest schwierig dort zu forschen, wie beispielsweise die Expeditionen der Pariser Akademie oder von Alexander von Humboldt zeigen. Nach der Unabhängigkeit war der Sinn zumeist Gebietsansprüche zu belegen und weniger die akademische Erdvermessung, wie etwa durch Agostino Codazzi.

## Übersicht

Territoriale Entwicklung der Staaten Südamerikas seit 1700.

Am Beginn des 19. Jahrhunderts existierten im spanischen Teil Südamerikas die drei Vizekönigreiche Peru, Río de la Plata und Neugranada, die zwei Generalkapitanate (Venezuela und Chile, sowie die zwei – mehr oder weniger von den Vizekönigreichen abhängigen – Real Audiencias Charcas (heutiges Bolivien) und Quito (heutiges Ecuador)). Die Staaten Uruguay und Paraguay lösten sich im Verlauf des Unabhängigkeitsprozesses von Río de la Plata ab. Keines der Länder verfügt heute noch über dasselbe Staatsgebiet wie die Kolonien, da später Kriege mit den Nachbarn geführt wurden und insbesondere Brasilien sich in den oft nicht oder nur unzureichend kartierten Grenzgebieten im Urwald Territorien einverleibte – meist militärisch. Brasilien bestand ursprünglich aus 12 portugiesischen Kapitanaten, die 1815 zusammengefasst wurden.
Zwischen den spanischen Volkszählungen im letzten Viertel des 18. Jahrhunderts und der Zeit der Unabhängigkeitskriege sind die Bevölkerungen stark angewachsen. Aus diesem Grund machten die meisten der ersten Verfassungen der neu entstandenen Staaten einen neuen Zensus zur Pflicht, um die Anzahl der Mandate der einzelnen Regionen im Parlament festlegen zu können. Diese fanden in den Provinzen durchaus statt, aber kriegsbedingt kam es nie zu einer vollständigen Zählung der entstehenden Staaten. Die dabei gewonnenen, ethnisch differenzierten Ergebnisse waren, wegen der unvermeidlichen Verluste an Menschenleben, nur Momentaufnahmen der zu diesem Zeitpunkt befreiten Provinzen. Nationale Volkszählungen, oft Jahre nach der Unabhängigkeit, bilden die Verhältnisse nicht genau genug ab. Mit Ausnahme von Neugranada erreichte keines der Länder eine Bevölkerungsdichte von einem Einwohner pro Quadratkilometer. (Zum Vergleich: in Spanien wurden in der zweiten Hälfte des 18. Jahrhunderts drei Volkszählungen durchgeführt, deren letzte, 1797 von Manuel de Godoy, eine Bevölkerungszahl von gut 10,5 Millionen Einwohnern erbrachte; eine Schätzung anhand von Erhebungen der Polizei ergaben 1826 rund 13 Millionen Spanier im Mutterland.)
Grundsätzlich bestanden die Bevölkerungen aus den Ureinwohnern, den eingewanderten Europäern und ihren Nachfahren und Nachfahren den aus Afrika nach Amerika gebrachten Sklaven und ihren Nachkommen, sowie den Mischformen der drei Gruppen (Mestizen, Mulatten, Zambos). Die Anteile waren regional sehr unterschiedlich verteilt. Der Einfluss der Unabhängigkeitskriege auf die Bevölkerungszahlen waren je nach Region sehr unterschiedlich.

## Vizekönigreich Peru
Das im Lauf der Jahrhunderte durch Gebietsabtretungen an andere Verwaltungseinheiten geschrumpfte Vizekönigreich Peru umfasste am Beginn des 19. Jahrhunderts auch zwei Provinzen im Südosten des Gerichtsbezirks Quito. Der gesamte Süden des heutigen Ecuador unterstand ohnehin der peruanischen Verwaltung, während der Norden Perus der Jurisdiktion des Königlichen Gerichtshofs in Quito unterworfen war. Kriegsbedingt schloss der Vizekönig den wichtigsten Hafen Guayaquil 1809 zwangsweise an. Ebenso wie die Besetzung Quitos nahmen die siegreichen Unabhängigkeitskämpfer diese Änderungen nach dem Krieg zurück. Die Gebietsgewinne durch Kriege im 20. Jahrhundert waren vergleichsweise gering. Auch Oberperu stellte der Vizekönig 1810 für die Dauer des Krieges unter peruanische Verwaltung, was danach ebenso wenig Bestand hatte. Gebietsgewinne erlangte die Republik Peru durch die Personalunion des Präsidenten für beide Länder nach deren Ende. Der südlichste Küstenstreifen fiel im Salpeterkrieg dagegen an die Republik Chile und konnte nur teilweise durch Verhandlungen zurückerlangt werden.
Der Zensus von 1792 ergab für Peru 1.076.000 Einwohner, von denen nur gut 136.000 Spanier und ihre Nachfahren waren; gut 850.000 der Einwohner waren Indianer und Mestizen. Der Vizekönig schätzte für 1812 wegen der Anzahl der Abgeordneten für die Cortes in Spanien über 1,5 Millionen, wobei die Indigenen den größten Zuwachs zu verzeichnen hatten. Die erste Volkszählung in der Republik Peru 1836 ergab eine Bevölkerung von knapp 1.874.000 Einwohnern.
Im heutigen Peru selbst waren die Kämpfe im Zuge der Unabhängigkeitsbewegung weniger intensiv. Trotz der – deswegen möglichen – Einsätze der größtenteils aus Peruanern bestehenden königlichen Einheiten in den Nachbarländern (Oberperu, Ecuador und Chile), wirken sich die Verluste kaum auf die Bevölkerungszahlen aus.

## Vizekönigreich Río de la Plata
Der Südteil des Kontinents im 1776 geschaffenen Vizekönigreich Río de la Plata gehörte zu der Zeit noch den Indigenen, denen über Jahrhunderte militärisch nicht beizukommen gewesen war. Genauso verhielt es sich mit einem etwa Nord-Süd ausgerichteten, langgestreckten Gebiet westlich des Río Paraguay und des Río Paraná weiter im Süden. Östlich davon erstreckte sich die sogenannte Banda Oriental (Ostseite), in der heute die Staaten Uruguay und Paraguay, die argentinischen Provinzen Misiones, Corrientes und Entre Ríos, sowie der Südwesten des brasilianischen Bundesstaats Río Grande do Sul liegen. Die Intendencia (Verwaltungsbezirk) Paraguay war erheblich kleiner als heute, da einerseits die Gebiete mit den Reduktionen inkorporiert wurden und andererseits im 20. Jahrhundert große Teile des Gran Chaco als Kriegsbeute durch den Sieg im Chaco-Krieg hinzukam. Die Gobernación (Gouvernement) Montevideo war nicht so ausgedehnt wie das heutige Uruguay, dessen Grenzen im Unabhängigkeitsprozess festgelegt wurden.
Der spanische Zensus von 1778 erlaubt eine Schätzung von gut 420.000 Einwohnern. Der Historiker und Staatsmann Bartolomé Mitre schätzte um das Jahr 1800 eine Bevölkerungszahl von 600.000 Einwohnern, von denen allerdings mehr als die Hälfte in Oberperu lebte. Vom verbleibenden Rest entfielen etwa 100.000 Einwohner auf das Gebiet des späteren Paraguay und 120.000 Einwohner auf Uruguay, wobei die Indigenen in den Jesuitenmissionen einbezogen sind; für das spätere Argentinien bleiben demnach etwa 120.000 Bewohner. In der ersten Dekade des 19. Jahrhunderts schätzte der Autor 800.000 Menschen, von denen knapp die Hälfte Indigene waren und mehr als die Hälfte in Oberperu lebte. Das argentinische Amt für Statistik und Volkszählungen (INDEC) hingegen ging zu Beginn des 19. Jahrhunderts von insgesamt 400.000 Menschen aus, von denen die Hälfte Indigene und ein Viertel afrikanischer Abstammung waren. Tatsächlich wohnten im Jahr 1778 nach den Statistikdaten 24.205 Europäer und deren Nachfahren im Vizekönigreich, deren Anzahl sich bis 1810 auf rund 41.000 erhöht hatte.
Die Opfer des Krieges hatten zweifellos einen spürbaren Einfluss auf die Bevölkerungszahl, bleiben jedoch hinter denen in Neugranada und Venezuela, aber wohl auch hinter denen in Oberperu zurück.

## Vizekönigreich Neugranada
Das 1739 aus dem Staatsgebiet Perus gegründete Vizekönigreich Neugranada umfasste im Vergleich zum heutigen Kolumbien auch die beiden Provinzen Veragua und Panama, die 1903 zum Bau des Panamakanals als eigenständiger Staat abgespalten wurden. Der Süden Kolumbiens war vom Königlichen Gerichtshof in Quito abhängig und verwaltete den Norden des Gerichtsbezirks. Noch im 19. Jahrhundert verlor die Republik Kolumbien beträchtliche Teile des Amazonastieflands an Brasilien.
Im Zensus von 1778 erscheinen für das Gebiet knapp 787.000 Einwohner. José Manuel Restrepo (1853) ging im Jahr 1810 von 1,4 Millionen Einwohnern in seinem Heimatland aus. Alexander von Humboldt berichtete auf Basis der Regierungszeitung Gaceta de Colombia für das Jahr 1822 von 1.247.000 Bewohnern, zu denen wohl noch knapp 91.000 in den Provinzen Panama und Veragua im heutigen Panama kommen.
Der Unabhängigkeitskrieg wird demnach um die 200.000 Todesopfer gefordert haben, was wohl die höchste Anzahl in den einzelnen Regionen war.

## Generalkapitanat Venezuela
Das 1777 geschaffene Generalkapitanat Venezuela entsprach 1810 weitgehend dem heutigen Venezuela. Obwohl es politisch 1739 dem Vizekönigreich Neugranada angegliedert wurde, war es bis 1787 juristisch vollständig von der Real Audiencia in Santo Domingo abhängig, als die Real Audiencia von Caracas ihre Arbeit aufnahm. Signifikante Änderungen des Grenzverlaufs, insbesondere zu Brasilien gab es nicht.
Der Zensus von 1789 wies fast 900.000 Bewohner aus, während Humboldt und Aimé Bonpland für das Jahr 1800 eine Bevölkerungszahl von etwa 780.000 bis 800.000 Einwohnern schätzen, wobei sie von 120.000 Indigenen ausgehen. In der deutschen Ausgabe von Hauff Jahrzehnte später ist von 900.000 Einwohnern die Rede, wobei 200.000 bis 210.000 Hispano-Amerikaner (im Jahr 1818 etwa ein Neuntel Indigene) angenommen werden. Restrepo (1853) berichtet zehn Jahre später, zu Beginn der Unabhängigkeit, von 900.000 Einwohnern. Dies passt zu den Angaben Humboldts, der 1822 auf Basis der Gaceta de Colombia von 767.000 Einwohnern ausgeht.
Wenn diese Zahlen zutreffen, lässt sich der Verlust an Menschenleben in den Unabhängigkeitskriegen auf zwischen 170.000 und 200.000 Menschen beziffern. Hier wird der prozentual höchste Anteil an Kriegsopfern zu verzeichnen sein.

## Generalkapitanat Chile
Das Generalkapitanat von 1609, als fester Bestandteil von Peru wurde erst 1797 in die Eigenständigkeit entlassen. Der Süden des heutigen Chiles wurde nicht von den Spaniern und auch nach der Unabhängigkeit nicht von Chile beherrscht, sondern von den Indigenen. Die Regionen von Concepción und Valdivia bildeten spanische Enklaven im Gebiet der Indigenen; ebenso die Insel Chiloé noch weiter im Süden. Nicht sehr weit südlich von Santiago begann das damalige Staatsgebiet Chile, das sich im Norden bis zur damaligen oberperuanischen Küstenprovinz fortsetzte. Gebietsgewinne nach dem Unabhängigkeitskrieg erlangte die Republik Chile im Salpeterkrieg gegen Peru und Bolivien, vor allem aber im Süden in Kriegen gegen die Indigenen.
Die Volkszählung von 1778 ergab 259.000 Einwohner, von denen etwa 190.000 Spanier waren. Im Jahr 1791 wurde eine Einwohnerzahl von gut 308.000 ermittelt, die nach 5 Jahren um knapp ein Drittel gewachsen sein soll; bis 1808 lebten demnach knapp eine halbe Million Menschen im Generalkapitanat. Der Zensus von 1813 erbrachte – bei insgesamt 823.000 Einwohnern – knapp 212.000 Einwohner mit europäischen Wurzeln. Bei der ersten offiziellen Volkszählung 1835 wurden 1.010.000 Menschen erfasst.
Diese Werte zeigen, dass der Krieg kaum Auswirkungen auf die Bevölkerungszahlen hatte. Zu Bedenken ist dabei aber die Eroberung neuer Gebiete im Süden zwischen den verschiedenen Zählungen.

## Alto Peru
Oberperu (Alto Perú) unterstand bis 1776 dem Vizekönigreich Peru, bis es dem Vizekönigreich Río de la Plata zugeschlagen wurde; kriegsbedingt fiel es 1810 erneut an Peru. Die Real Audiencia von Charcas war fast doppelt so groß, wie das heutige Bolivien, da sich nach der Unabhängigkeit alle Nachbarn bolivianisches Gebiet einverleibten; am folgenreichsten für Bolivien war der Verlust des Departamentos Litoral, der Küstenprovinz, im Zuge des Salpeterkriegs, auch wenn die Gebietsabtretungen an Peru und vor allem an Brasilien mehr Landfläche umfassen.
Für 1796 wurde eine Bevölkerung von gut 552.000 Einwohnern festgestellt, zu denen allerdings noch bis zu einer Million Indigene dazuzurechnen sind. Während der Kolonialzeit fanden offenbar lediglich regionale Volkszählungen statt, die aufgrund des Zeitversatzes nie zusammengefasst wurden. Mitre schätzte Ende des 18. Jahrhunderts nur gut 350.000 Einwohner, was an den zu hoch angesetzten Zahlen für Argentinien liegt. Joseph Barclay Pentland legte sich 1820 auf eine Einwohnerzahl von 1,1 Millionen fest. Die erste Volkszählung ergab im Jahr 1831 eine Bevölkerungszahl von 1.088.000 Einwohnern. Das Land hat bis heute mit 37 % den höchsten Anteil an Indigenen.
Durch die lange Dauer von 17 Jahren, die der Unabhängigkeitskrieg in Bolivien dauerte, wird eine nicht unbeträchtliche Reduktion der Bevölkerung stattgefunden haben, die allerdings durch die Unschärfe der Daten nicht abgebildet werden kann.

## Real Audiencia de Quito
Der Norden des Gerichtsbezirks Quito war 1739 endgültig vom Vizekönigreich Peru an das Vizekönigreich Neugranada übergegangen; er hatte beträchtliche Landesteile, inklusive der Amazonasmündung, bereits zu Kolonialzeiten an Brasilien verloren. Der Königliche Gerichtshof war sowohl für den Süden des Vizekönigreichs Neugranada, als auch dem Norden des Vizekönigreichs Peru zuständig. Wenige Jahre vor dem Beginn der Unabhängigkeit hatte der Vizekönig in Peru zwei Urwaldprovinzen im Südosten und den wichtigsten Hafen Guayaquil unter seine Kontrolle gestellt. Diese Änderungen hatten nach der Unabhängigkeit keinen Bestand mehr. Grenzkonflikte mit Peru entschied das südliche Nachbarland für sich.
1778 wurden in dem Land gut 500.000 Menschen gezählt. Der Verwaltungsfachmann und Minister in Bolívars Kabinett Restrepo schätzte zu Beginn der Unabhängigkeit 600.000 Einwohner. Humboldt geht für das Jahr 1822 von 516.071 Einwohnern aus.
Mit diesen Werten lässt sich der Verlust an Menschenleben im Unabhängigkeitskrieg und den Opfern spanischer Strafaktionen sehr realistisch einschätzen.

## Brasilien
Die Bezeichnung Vizekönigreich Brasilien ist deswegen übertrieben, da kaum ein Drittel der (General-)Gouverneure den Titel des dortigen Vizekönigs führten. Bereits während dieser Periode hatte sich das Land immer wieder vergrößert, auch weil es keine klaren Grenzziehungen gab und viele Regionen nicht hinreichend bekannt waren. Zu Zeiten des Kaiserreichs Brasilien und auch nach der Unabhängigkeit setzte Brasilien diese Praxis fort.
Im bis 1815 bestehenden Brasil Colônia sollen gegen Ende bis zu 3.000.000 Einwohner gelebt haben. Portugiesische Beamte errechneten im Jahr 1819, nun im Vereinigten Königreich von Portugal, Brasilien und den Algarven, eine Gesamtzahl von über 3,6 Millionen Bewohnern, aber wahrscheinlich waren es fast 4,4 Millionen. Bekannt waren 800.000 Indigene, aber die angegebene Anzahl von 1,1 Millionen afrikanischen Sklaven (mit Mulatten) stellt wohl nicht einmal die Hälfte der tatsächlich dort lebenden dar. Humboldt und Bonpland geben für die Zeit des Kaiserreichs eine Zahl von 4.000.000 Einwohnern an, wobei die Urbevölkerung unberücksichtigt blieb.
Die wenigen, lokalen Gefechte zur Unabhängigkeit und auch der Krieg mit Argentinien waren verglichen mit den Bevölkerungseinbußen in den spanischen Kolonien in dieser Epoche nicht sehr hoch und wirkten sich kaum auf die Bevölkerungszahl aus.

## Bibliografie
- Ricardo C. Amaral (2003): Brazil and the Angolan Connection. (Monatszeitschrift) Brazzil, June 2003. Archive (span.).
- Diego Barros Arana (1886): Historia de Chile, tomo VII. Biblioteca Nacional (span.).
- Opinión (18 de noviembre de 2012): Censo en Bolivia se inició en 1831. (Tageszeitung) Opinión (span.).
- Marie-Danielle Demélas (2007). Naissance de la guerre de guérrilla. 1810-1825. Le journal de José Santos Vargas. HAL sience ouverte. Halshs-00156383. (frz.).
- Hipólito Durán, Hipólito Durán Sacristán, J. A. F. Tresguerres (1998). Superpoblación: Encuentro con las Academias Nacionales de Medicina Ibero-Americanas, de Portugal y Reales Academias Españolas de Distrito. Real Academia Nac. Medicina, Madrid, Imprenta Taravilla, ISBN 84-923901-0-7. Google Books (span.).
- Juan Egaña: Censo de 1813. Imprenta Chile. Teatinos 760, Santiago, 1953. Archive (span.).
- Ramiro A. Flores Cruz (2009): El crecimiento de la población argentina. Universidad de Buenos Aires. Archive (span.).
- Gazeta de Colombia - N. 17, 10 de febrero 1822. (Regierungszeitung) Biblioteca Virtual del Banco de la República. (span.).
- Alexander von Humboldt, Aimé Bonpland (1818): Reise in die Aequinoctial-Gegenden des neuen Continents in den Jahren 1799, 1800, 1801, 1802, 1803 und 1804. Zweyter Theil. Archive
- Alexander von Humboldt y Aimé Bonpland (1826): Viaje a las regiones equinocciales del Nuevo Continente hecho en 1799 hasta 1804. Casa de Rosa, París. Tomo III.; Tomo V (span.).
- Alexander von Humboldt, Aimé Bonpland (1832): Reise in die Aequinoctial-Gegenden des neuen Continents in den Jahren 1799, 1800, 1801, 1802, 1803 und 1804. Sechster Teil. 2. Hälfte. Archive.
- INDEC (Instituto Nacional de Estadística y Censos) (undatiert): Historia de los Censos Regierungsstelle (span.).
- INE (Instituto Nacional de Estadística) (undatiert): Historia de censos. Spanisches Statistikamt (span.).
- INEI (Instituto Nacional de Estadística e Informática) (undatiert): Historia de los censos en el Perú. Archive (span.).
- Gladys Massé (undatiert): La Argentina censal y el reconocimiento de la heterogeneidad. INDEC. Archive (span.).
- Bartolomé Mitre (1913): Historia de Belgrano y de la Independencia Argentina. Tomo I. Buenos Aires. Archive (span.).
- José Antonio Ocampo (1987):Historia económica de Colombia. Siglo Veintiuno Editores de Colombia. Seunda edición. Bogotá. Archive (span.).
- Valentín Paniagua Corazao (2003). Los orígenes del gobierno representativo en el Perú: las elecciones (1809–1826). Fondo Editorial, Pontificia Universidad Católica del Perú. Google books (span.).
- José Manuel Restrepo (1858): Historia de la Revolución de la República de Colombia en la America Meridional. Tomo I. Imprenta de José Jacquin, Besanzon. Archive (span.).